# 미요시촌 (에히메현 기타군)
미요시촌(三善村)은 에히메현 기타군에 설치되었던 촌이다. 현재의 오즈시에 해당한다.